# Microsiphum ptarmicae
Microsiphum ptarmicae är en insektsart. Microsiphum ptarmicae ingår i släktet Microsiphum och familjen långrörsbladlöss.

## Underarter
Arten delas in i följande underarter:
- M. p. ptarmicae
- M. p. minus